# Elettraton
Elettraton é o segundo álbum de estúdio da cantora italiana Elettra Lamborghini, lançado em 2 de junho de 2023 pela Island Records e Universal Music Group.

## Descrição
O disco foi escrito e produzido por diferentes artistas, como VillaBanks, Shablo, Davide Petrella, Giordano Cremona, Gaia e a cantora espanhola Chema Rivas. O álbum foi descrito por Elettra Lamborghini em uma entrevista com a Rolling Stone Italia:
 A diferença com Twerking Queen (seu primeiro álbum) é mais uma questão de qualidade. Ao longo dos anos, trabalhei suado, quis elevar a fasquia tanto a nível de produções como de vocais. [...] eu gosto de fazer [música]. A única coisa importante é que seja um bom produto, que as músicas sejam legais.
O álbum foi gravado em Milão, Madrid e Miami.

## Recepção
Gabriele Fazio, da Agenzia Giornalistica Italia, relata na crítica que não é uma questão de gênero musical, mas é realmente um vazio intelectual total, pois o projeto apresenta música que não tem nada a ver com música, com arte, mas apenas com uma imagem sem a qual nunca teríamos ouvido falar dela.

## Lista de faixas
| N.º            | Título                            | Compositor(es) | Produtor(es)            | Duração |  |
| 1.             | "Adelante"                        | Elettra Lamborghini Andrea Spigaroli Lorenzo Buso                                                                                      | Renzo Stone             | 3:04    |  |
| 2.             | "Mani in alto"                    | Lamborghini Riccardo Scirè Adel Al Kassem Andrea Spigaroli                                                                             | Riccardo Scirè          | 3:21    |  |
| 3.             | "La falda"                        | Lamborghini Omar Alejandro García Omar Fernando García                                                                                 | Eydren con el Ritmo     | 2:28    |  |
| 4.             | "Travesuras"                      | Lamborghini Arturo Almarcha Corella | Alejandro Moran Santana | 2:56    |  |
| 5.             | "Torero"                          | Lamborghini Adel Al Kassem Andrea Spigaroli Riccardo Scirè                                                                             | Riccardo Scirè          | 2:40    |  |
| 6.             | "Teta" (com VillaBanks)           | Lamborghini Vieri Igor Traxler Matteo Contini                                                                                          | Linch                   | 3:12    |  |
| 7.             | "Perraendote"                     | Lamborghini Valentina López | Valentina López         | 2:06    |  |
| 8.             | "Un secondo fa" (com Chema Rivas) | Lamborghini Chema Rivas Eugenio Maimone Federico Mercuri Gaia Gozzi Giordano Cremona Jacopo Ettorre Leonardo Grillotti Piero Romitelli | YRIS                    | 2:50    |  |
| 9.             | "Tu si"                           | Lamborghini Homero Gallardo Luisanna Hernandez Miltón "Alcover" Restituyo                                                              | FRANFUSION              | 3:27    |  |
| 10.            | "A mezzanotte (Christmas Song)"   | Davide Petrella Luca Faraone Pablo Miguel Lombroni Capalbo                                                                             | Shablo Luca Faraone     | 3:13    |  |
| Duração total: | Duração total:                    | Duração total: | Duração total:          | 29:22   |  |

## Desempenho nas paradas
| Parada (2023) | Melhor posição |
| ------------- | -------------- |
| Itália (FIMI) | 22             |